# نيفيل كولمان
نيفيل كولمان (بالإنجليزية: Neville Coleman)‏ (29 يناير 1930 في المملكة المتحدة - 1981 في أستراليا) هو لاعب كرة قدم بريطاني في مركز الهجوم. لعب مع ستوك سيتي ونادي كرو ألكساندرا ونادي غورلستون ‏.